# Auteurscitatie (botanische nomenclatuur)
De auteurscitatie in botanische nomenclatuur duidt de persoon, of groep personen, aan die een wetenschappelijke naam geldig hebben gepubliceerd. Dat wil zeggen de eerste publicatie van de naam die voldeed aan de formele vereisten zoals vastgelegd in de International Code of Nomenclature for algae, fungi, and plants (ICN of ICNafp). De auteurscitatie kan, al dan niet, ook de datum bevatten.
In de plantkundige literatuur is het gebruikelijk om auteurscitaties te gebruiken, althans bij de eerste keer dat de wetenschappelijke naam in het werk wordt vermeld. 
Het oorspronkelijke doel van een auteurscitatie omvatte ook het geven van context; de ene auteur gebruikte een naam niet noodzakelijkerwijs voor precies hetzelfde als een andere auteur. Later, bij de formalisering van de nomenclatuur, werd het voornaamste doel om ere te geven wie ere toekomt.
Soms kan een auteurscitatie helpen om problemen op te lossen, zoals:
- Soms zijn er meerdere namen met dezelfde spelling, zoals Caryophyllus L. (1753) en Caryophyllus Mill. (1754). In normale literatuur is dit geen probleem omdat hooguit één van deze namen gebruikt mag worden als correcte naam, maar in sommige literatuur kan het wel lastig zijn.
- Soms kan een auteurscitatie helpen om de plaats van publicatie van de naam te vinden, vooral in oudere literatuur. In moderne taxonomische literatuur wordt de volledige bibliografische informatie gegeven.
- De naam is mogelijk niet geldig gepubliceerd, maar de vermeende auteursnaam kan nuttig zijn om de publicatie of het manuscript waarin de naam is vermeld, te vinden.

De regels en aanbevelingen voor auteurscitatie in de plantkunde zijn te vinden in Art. 46 tot en met 50 van de ICNafp. Art. 46 bepaalt onder meer dat de auteur(s) van de naam niet dezelfde hoeft te zijn als de auteur(s) van de publicatie. 
In de plantkunde is het gebruikelijk (niet verplicht) om auteursnamen in een auteurscitatie weer te geven volgens een erkende lijst van standaardaanduidingen. Waar er drie auteurs of meer zijn wordt vaak alleen de eerste auteur gegeven, gevolgd door "& al." (of "et al.").
Waar een taxon later een andere taxonomische plaats heeft gekregen (bijvoorbeeld resulterend in de combinatie van de soortaanduiding met een andere geslachtsnaam), worden zowel de auteur(s) van de oorspronkelijke naam als die voor de nieuwe combinatie gegeven (de eerste(n) tussen haakjes, maar zonder jaartal).
De botanische praktijk verschilt van de normale zoölogische praktijk. Zo wordt bijvoorbeeld in de zoölogische praktijk vaker het publicatiejaar toegegevoegd en worden auteurs van een nieuwe combinatie normaal gesproken weggelaten.